# Gora Central’naja (Mac-Robertson-Land)
Gora Central’naja (englische Transkription von russisch Гора Центральная Gora Zentralnaja, deutsch ‚Zentraler Berg‘) ist ein Nunatak im ostantarktischen Mac-Robertson-Land. Er ist der mittlere dreier Nunatakker des Massif Zagadochnyj in den Goodspeed-Nunatakkern im südlichen Teil der Prince Charles Mountains.
Russische Wissenschaftler benannten ihn deskriptiv nach seiner geographischen Lage zwischen dem Gora Krutaja im Westen und dem Gora Bazal’tovaja im Osten.